# Hemibungarus calligaster
Hemibungarus calligaster là một loài rắn trong họ Rắn hổ. Loài này được Wiegmann mô tả khoa học đầu tiên năm 1835.